# Tony Hawk: Shred
Tony Hawk: Shred è l'undicesimo titolo nella serie di videogiochi di skateboarding Tony Hawk., ed è il successore di Tony Hawk: Ride del 2009.
Shred introduce la modalità snowboarding mode oltre che le modalità "Avatar" e "Miis" nelle versioni per Xbox 360 e Wii rispettivamente. Una modalità "surfing" era stata progettata, ma eliminata all'ultimo momento dal gioco per mancanza di fondi e di tempo per svilupparla.
Durante la prima settimana nei negozi degli Stati Uniti, il gioco ha venduto soltanto 3 000 copie, che unitamente alle cattive recensioni hanno finito per far interrompere momentaneamente le uscite della serie Tony Hawk.